# Evippa jocquei
Evippa jocquei là một loài nhện trong họ Lycosidae.
Loài này thuộc chi Evippa. Evippa jocquei được Mark Alderweireldt miêu tả năm 1991.